# Крэшо, Ричард
Ричард Крэшо (англ. Richard Craschaw; ок. 1613 — 25 августа 1649) — английский поэт.
Приняв католичество, получил церковную должность в Италии, где и умер. Его поэмы: «Ступени к храму» состоят большей частью из страстных обращений к Спасителю, Деве Марии и Марии Магдалине. Влияние Крэшо на многих поэтов Англии, и среди прочих на Кольриджа, было весьма велико. 
Мистическое настроение Крэшо не останавливалось ни перед какими преувеличениями, но, как выражается один из его критиков, «несмотря на все свои абстракции, метафоры и апострофы, Крэшо редко бывает скучным». Собрание сочинений Крэшо неоднократно публиковалось в Лондоне (в 1858, 1872 и 1900).